# Lleó de Carentan
Lleó de Carentan (Carentan, Baixa Normandia, ~856 – País Basc, ~890) fou bisbe de Baiona, evangelitzador del País Basc venerat com a sant per l'Església catòlica. Venerat com a sant màrtir, és el patró de la ciutat i la diòcesi de Baiona. La seva festivitat se celebra el primer diumenge de març. També és venerat com a patró dels navegants en aquella zona.

## Biografia

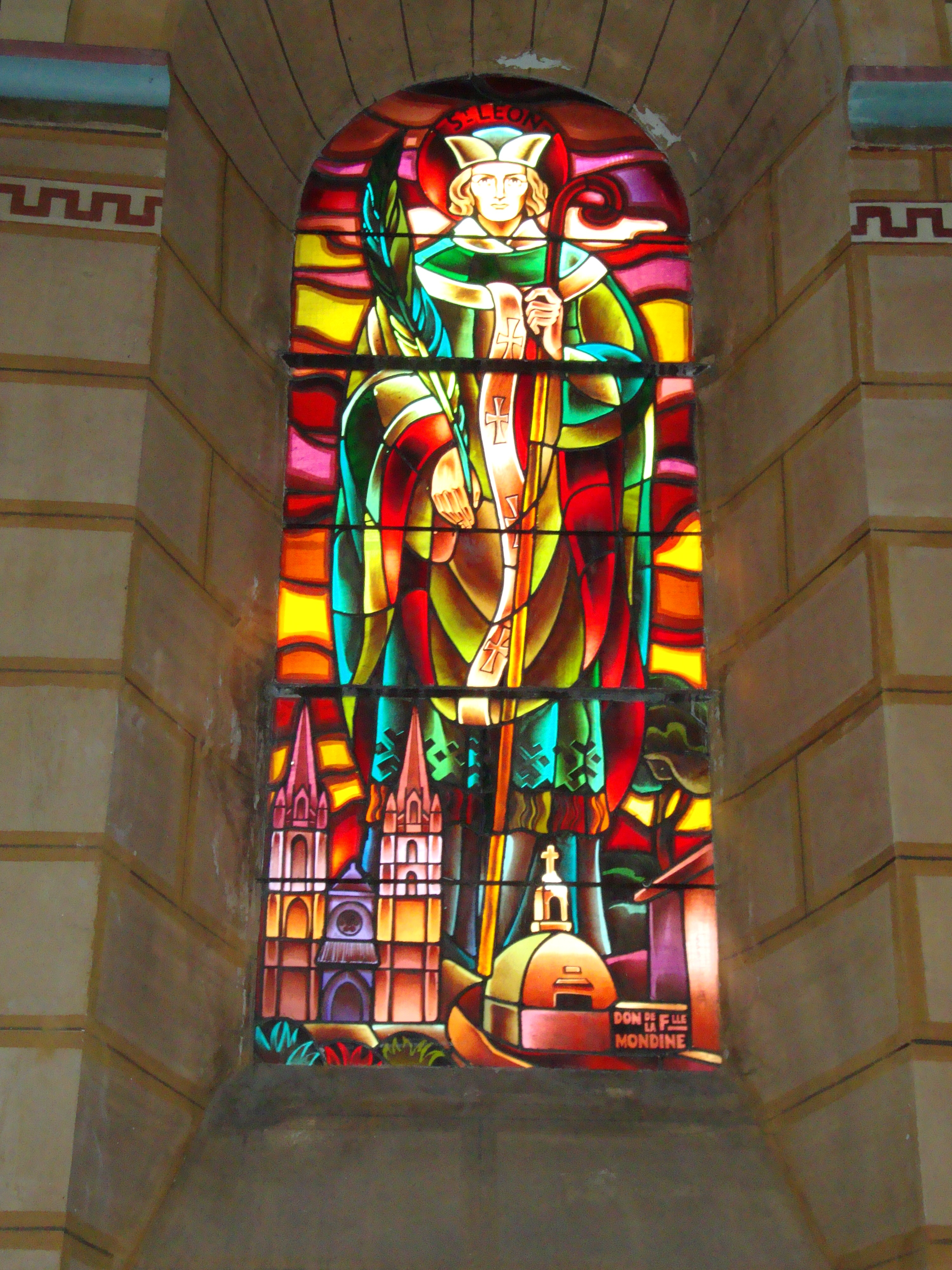
Vitrall a Bédous

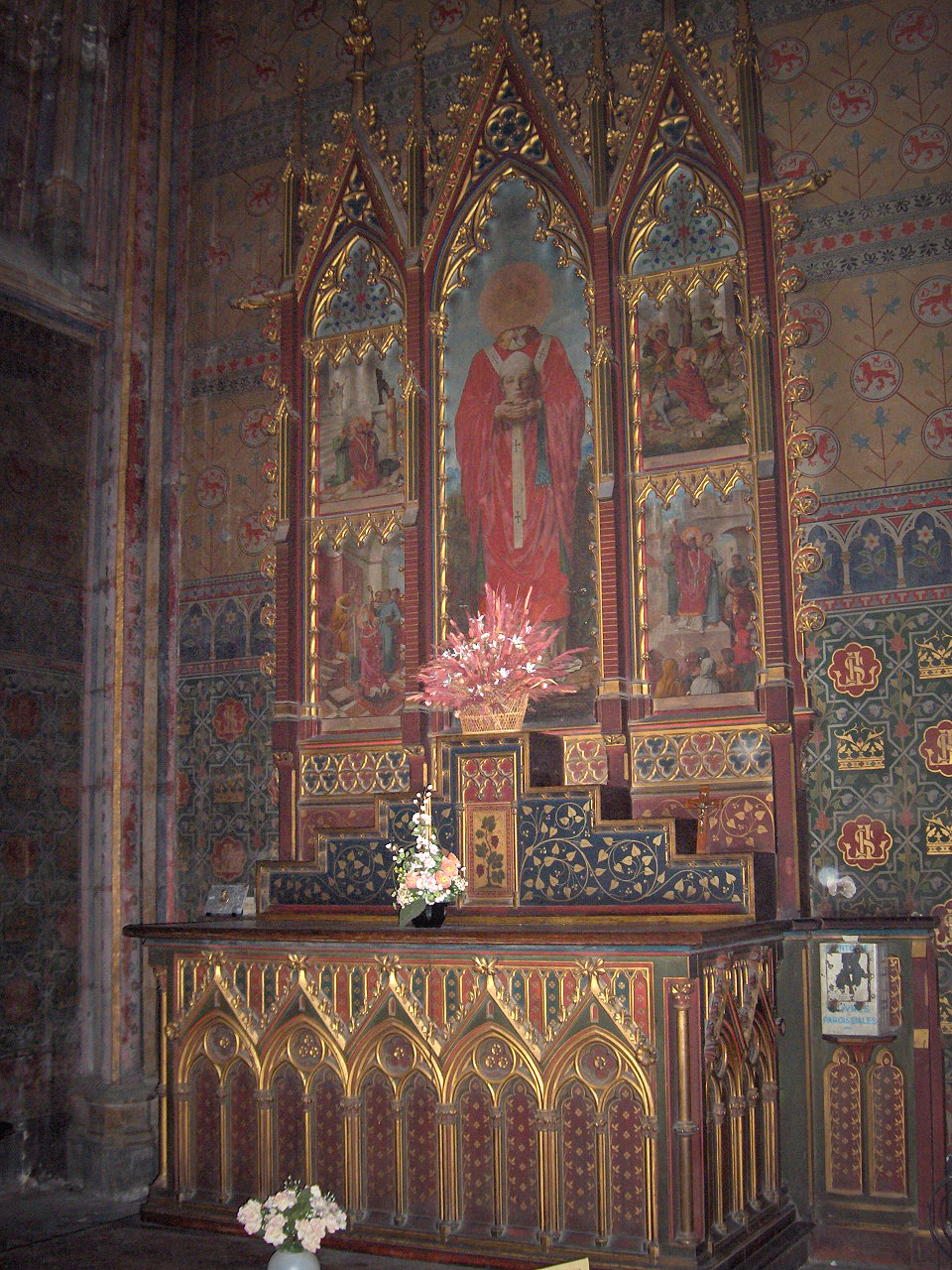
Altar de Sant Lleó a la catedral de Baiona

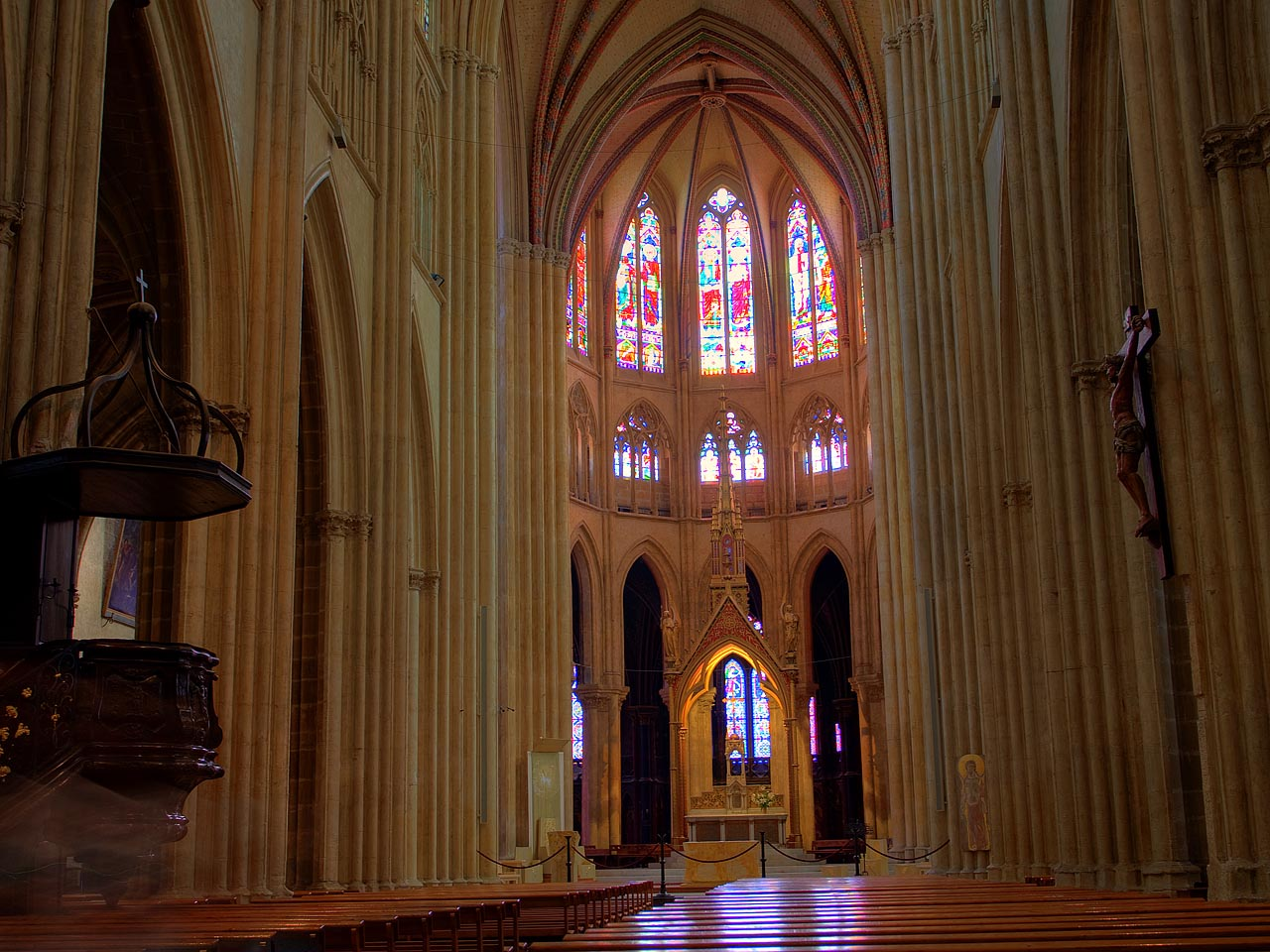
Catedral de Baiona en l'actualitat

Nascut a Carentan, va anar amb els seus pares a la cort del rei Lluís II d'Alemanya, a Baviera. D'allí anà a París, on estudià a l'escola palatina fins que fou elegit bisbe de Rouen. Poc després, fou encarregat pel papa d'evangelitzar les terres dels bascons. Primer bisbe de Baiona, predicà entre els pagans de Lapurdi, Navarra i Biscaia. Va morir decapitat pels pagans, juntament amb els seus germans Felip i Gervasi.